# Aeroportul Kasenga
Aeroportul Kasenga (IATA: KEC, ICAO: FZQG) este un aeroport din Katanga⁠(d), Republica Democratică Congo ce deservește zona Kasenga.
Situat la o altitudine de 959 m, aeroportul dispune de 1 pistă.

## Infrastructură

### Piste
Aeroportul dispune de o singură pistă. Pista are orientarea 19/1. 